# Artère satellite du nerf ischiatique
L'artère satellite du nerf ischiatique (ou du nerf sciatique ou artère du nerf sciatique) est une artère systémique paire de l'abdomen qui nait dans la cavité pelvienne et qui se poursuit dans la région postérieure de la cuisse. Elle vascularise le nerf ischiatique.

## Origine
L'artère satellite du nerf ischiatique nait de l'artère glutéale inférieure près du foramen infrapiriformis.

## Trajet
L'artère satellite du nerf ischiatique accompagne le nerf ischiatique sur une courte distance, puis le pénètre et le vascularise jusqu'au creux poplité.
Elle forme des anastomoses avec les artères perforantes de la cuisse.